# كوري ديك
كوري ديك (بالإنجليزية: Corrie Dick)‏ هو ملحن بريطاني، ولد في 1990.

## وصلات خارجية
- كوري ديك على موقع ميوزك برينز (الإنجليزية)
- كوري ديك على موقع أول ميوزيك (الإنجليزية)
- كوري ديك على موقع ديسكوغز (الإنجليزية)